# Королева мая

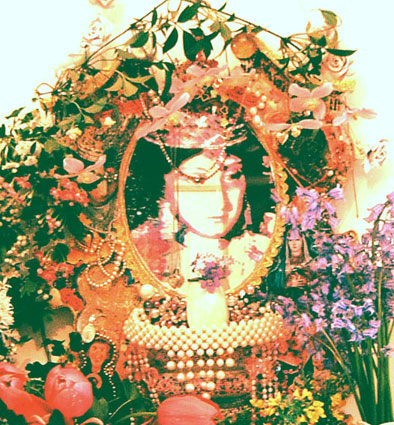
Алтарь мая в Ирландии, религиозное изображение Марии в образе королевы мая, работа Клэр О Хеген (Clare O Hagan)

Королева мая (англ. The May Queen, Queen of May) — персонификация языческого Праздника мая, а также весны и лета. Традиционно — девушка, избранная за красоту «королевой», носит в качестве короны венок из цветов.

## Празднества

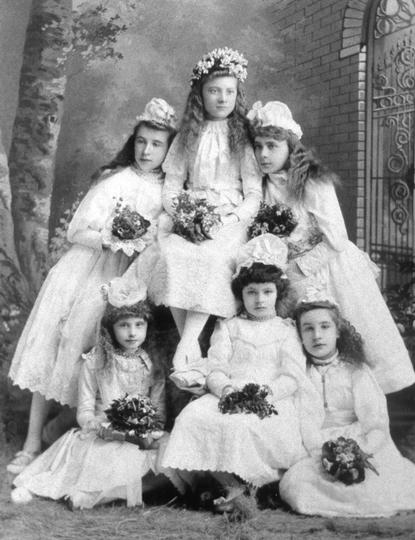
Королева мая города Нью-Уэстминстер, Канада, около 1877 года

Сегодня королева мая — это девушка, которая должна ехать или идти впереди парада в честь Праздника мая. Она одета в белое платье, которое символизирует чистоту, и обычно тиару или корону. Её долг — начать Праздник мая. Обычно её голова увенчана цветами и она произносит речь перед началом танцев. Дети танцуют вокруг майского дерева, празднуя юность и весну.
Джеймс Джордж Фрэзер связал образ королевы мая с древними обрядами поклонения деревьям. Некоторые современные интерпретации фольклора придают традиции зловещий поворот, предполагая, что после окончания празднества королеву и/или короля мая убивали. В современной культуре часто можно встретить ассоциации между Праздником мая, оккультизмом и человеческими жертвоприношениями. Фильм ужасов «Плетёный человек» с Кристофером Ли в главной роли — один из ярких примеров таких ассоциаций.

## История
В эпоху Высокого Средневековья в Англии королева мая была также известна под именем «королева лета». Американский социолог Джордж Хоманс отмечает: 
Период с хоктид после Пасхальной недели до Ламмаса (1 августа) считался летом (estas).Оригинальный текст (англ.)The time from Hocktide, after Easter Week, to Lammas (1 August) was summer (estas).
В 1557 году Генри Мачин из Лондона написал в своём дневнике, что на праздновании 30 мая в Лондоне были барабаны, ружья, пики, танцевали моррис, проехали девять достойных, султан, молодые мавры, а также лорд и леди мая.

## Сохранение традиции

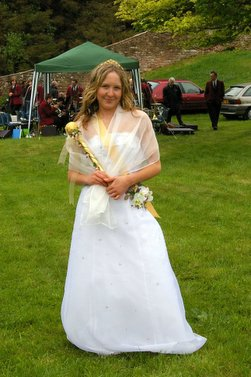
Королева мая деревни Мелмерби, Англия, 2006 год

Многие местности поддерживают эту традицию и в настоящее время. Самая старая ни разу не нарушенная традиция была зафиксирована в деревне Хэйфилд, Дербишир, которая является продолжением значительно старшей майской ярмарки (англ. May Fair). Также эта традиция ежегодно проводится в пригороде Лондона Брентам-Гарден, который на втором месте по продолжительности празднования после Хэйфилда. На третьем месте — Хэйс-Коммон в Бромли, где празднование проводится уже 105 лет на 2017 год.
Фестиваль в честь Праздника мая в деревне Алдборо, Норт-Йоркшир, проводится на участке, история которого прослеживается до времен римских поселений. Королева мая выбирается из 13 девочек молодыми танцорами. В следующем году она коронует новую королеву мая и участвует в праздничном шествии. Самое масштабное празднование с этой традицией — Фестиваль огня Белтейна, который проходит в Эдинбурге, Шотландия, и берёт свои истоки из кельтского праздника Белтейн. В Нью-Уэстминстер, Канада, Праздник мая ежегодно отмечается с 1870 года, что является самым продолжительным празднованием такого рода в Содружестве наций.